# برونو فوكس
برونو فوكس (بالفرنسية: Bruno Fuchs) هو سياسي فرنسي، ولد في 7 أبريل 1959 في كولمار في فرنسا. حزبياً، نشط في الجمهورية إلى الأمام!. وقد انتخب نائب فرنسي عن دائرة Haut-Rhin's 6th constituency ‏ وقد انضم خلال فترته النيابية ‏ (21 يونيو 2017 – ) للكتلة البرلمانية The Democrats group ‏.